# 최현정 (야구 선수)
최현정(崔賢正, 1992년 12월 3일 ~ )은 KBO 리그 전 KIA 타이거즈의 투수이다.

## 두산 베어스 시절
2011년 신인 드래프트에서 두산 베어스의 9라운드 지명을 받고 입단하였다. 하지만 1군 무대를 밟아보지도 못한채 시즌 종료 후 보류 선수 명단 제외로 방출되었다.

## 넥센 히어로즈 시절
이후 넥센 히어로즈에 신고선수로 이적했으나 다시 방출됐다.

## 고양 원더스 시절
2014년 고양 원더스에 입단한 후 일본 고치시 전지훈련경기 중 2월 13일 카가와전서는 5타자를 상대로 4개의 삼진을 잡는 투구를 하기도 했고, 2월 15일 한신 2군과 경기에 등판해서 2이닝 무실점으로 던짐.

## KIA 타이거즈 시절
2014년 6월 20일 KIA 타이거즈로 이적한다. 고양 원더스에서 프로로 이적한 20번째 선수다. 그러나 2016년 6월에 방출되었다.

## 출신학교
- 대전유천초등학교
- 한밭중학교
- 대전고등학교

## 통산기록
| 연도 | 팀    | 평균자책점 | 경기 | 완투 | 완봉 | 승 | 패 | 세 | 홀 | 승률  | 타자 | 이닝 | 피안타 | 피홈런 | 볼넷 | 사구 | 탈삼진 | 실점 | 자책점 |
| ---- | ----- | ---------- | ---- | ---- | ---- | -- | -- | -- | -- | ----- | ---- | ---- | ------ | ------ | ---- | ---- | ------ | ---- | ------ |
| 2014 | KIA   | 9.82       | 8    | 0    | 0    | 0  | 0  | 0  | 0  | 0.000 | 38   | 7.1  | 12     | 1      | 4    | 0    | 2      | 8    | 8      |
| 통산 | 1시즌 | 9.82       | 8    | 0    | 0    | 0  | 0  | 0  | 0  | 0.000 | 38   | 7.1  | 12     | 1      | 4    | 0    | 2      | 8    | 8      |